# Guerra civil irlandesa
La guerra civil irlandesa fue un conflicto armado que tuvo lugar entre el 28 de junio de 1922 y el 24 de mayo de 1923, sucediendo a la Guerra de Independencia de Irlanda, y acompañó el establecimiento del Estado Libre de Irlanda, una entidad independiente del Reino Unido pero dentro del Imperio británico.
La guerra civil se libró entre dos grupos opuestos, el gobierno provisional pro-tratado y el IRA anti-tratado, sobre el Tratado anglo-irlandés. Las fuerzas del Gobierno Provisional (que se convirtió en el Estado Libre en diciembre de 1922) apoyaron el Tratado, mientras que la oposición anti-tratado lo vio como una traición a la República Irlandesa (que había sido proclamada durante el Levantamiento de Pascua). Muchos de los que lucharon en ambos lados del conflicto habían sido miembros del Ejército Republicano Irlandés (el «viejo IRA») durante la Guerra de Independencia.
La Guerra Civil fue ganada por las fuerzas del Estado Libre pro-tratado, que se beneficiaron de cantidades sustanciales de armas proporcionadas por el Gobierno británico. El conflicto pudo haber cobrado más vidas que la Guerra de Independencia que lo precedió, y dejó a la sociedad irlandesa dividida y amargada por generaciones. Hoy, dos de los principales partidos políticos en la República de Irlanda, Fine Gael y Fianna Fáil, son descendientes directos de los lados opuestos de la guerra.

## Contexto histórico

### El tratado y sus consecuencias
El Tratado anglo-irlandés fue acordado para poner fin a la guerra de Independencia irlandesa de 1919-1921 entre la República Irlandesa y el Reino Unido de Gran Bretaña e Irlanda. El tratado preveía un estado irlandés autónomo, con su propio ejército y policía. El Tratado también permitió a Irlanda del Norte (los seis condados del noreste: Fermanagh, Antrim, Tyrone, Londonderry, Armagh y Down, donde la población mayoritaria era de religión protestante) optar por salir del nuevo estado y regresar al Reino Unido, lo que hizo de inmediato. Sin embargo, en lugar de crear la república independiente favorecida por la mayoría de los nacionalistas, el Estado Libre de Irlanda sería un dominio autónomo del Imperio británico con el monarca británico como jefe de Estado, de la misma manera que Canadá y Australia. Los británicos sugirieron el estado de dominio en correspondencia secreta incluso antes de que comenzaran las negociaciones del tratado, pero el líder del Sinn Féin, Éamon de Valera, rechazó el dominio. El tratado también estipulaba que los miembros del nuevo Oireachtas irlandés (parlamento) tendrían que hacer el siguiente "Juramento de lealtad":

Yo... juro solemnemente la verdadera fe y lealtad a la Constitución del Estado Libre de Irlanda, según la ley establecida, y que seré fiel a Su Majestad el Rey Jorge V, sus herederos y sucesores por ley en virtud de la ciudadanía común de Irlanda con Gran Bretaña y su adhesión y membresía en el grupo de naciones que forman la Commonwealth británica de naciones.

Este juramento fue muy objetable para muchos republicanos irlandeses. Además, la partición de Irlanda, que ya había sido decidida por el parlamento de Westminster en la Ley de Gobierno de Irlanda de 1920, se confirmó efectivamente en el tratado angloirlandés. Las áreas más polémicas del Tratado para el IRA fueron el desmantelamiento de la República de Irlanda declarada en 1919, el abandono del Primer Dáil, el estatus del Estado Libre de Irlanda como un dominio en la Commonwealth británica y la retención británica de los puertos estratégicos del Tratado en las costas sudoeste y noroeste de Irlanda que permanecerían ocupadas por la Royal Navy. Todos estos problemas fueron la causa de una división en el IRA y, en última instancia, una guerra civil.
Michael Collins, el líder republicano que dirigió el equipo negociador irlandés, argumentó que el tratado "no otorgaba la máxima libertad que todas las naciones aspiran y desarrollan, sino la libertad para lograr la libertad". Sin embargo, los militantes anti-tratado en 1922 creían que el tratado nunca entregaría la independencia irlandesa completa.

### Escisión en el movimiento nacionalista
La división sobre el tratado fue profundamente personal. Muchos de los líderes de ambos lados habían sido amigos y camaradas cercanos durante la Guerra de la Independencia. Esto hizo que su desacuerdo sobre el tratado fuera aún más amargo. Más tarde, Michael Collins dijo que Éamon de Valera lo había enviado como plenipotenciario para negociar el tratado porque sabía que los británicos no admitirían una república irlandesa independiente y quería que Collins asumiera la culpa del acuerdo de compromiso. Dijo que se sintió profundamente traicionado cuando de Valera se negó a aceptar el acuerdo que los plenipotenciarios habían negociado con David Lloyd George y Winston Churchill. De Valera, por su parte, estaba furioso porque Collins y Arthur Griffith habían firmado el tratado sin consultarlo a él ni al gabinete irlandés como se le indicó.

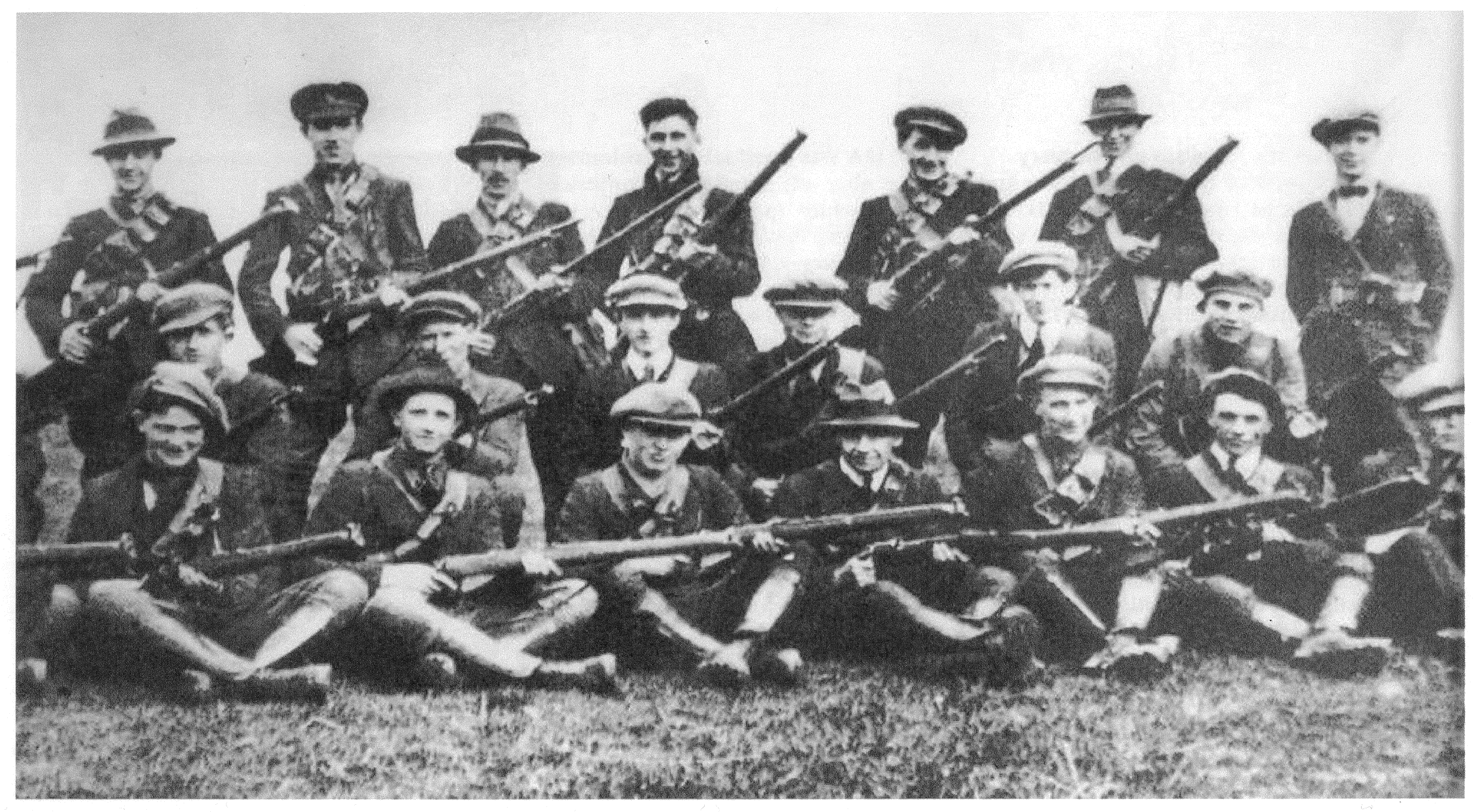
Tercera columna de vuelo de la Brigada Tipperary No. 2 bajo Seán Hogan durante la Guerra de la Independencia. La mayoría de las unidades del IRA en Munster estaban en contra del tratado.

El Dáil Éireann (el parlamento de la República de Irlanda) aprobó por poco el Tratado angloirlandés por 64 votos contra 57 el 7 de enero de 1922. Tras la ratificación del Tratado, de conformidad con el artículo 17 del Tratado, se estableció el Gobierno Provisional del Estado Libre de Irlanda, reconocido por los británicos. Su autoridad en virtud del Tratado era proporcionar un "acuerdo provisional para la administración de Irlanda del Sur durante el intervalo" antes del establecimiento del Estado Libre de Irlanda. De conformidad con el Tratado, el Gobierno británico transfirió "los poderes y la maquinaria necesarios para el desempeño de sus funciones". Antes de que el Gobierno británico transfiriera tales poderes, cada uno de los miembros del Gobierno Provisional "significaba por escrito su aceptación del Tratado".
Tras la ratificación del Tratado, de Valera renunció como Presidente de la República y no pudo ser reelegido por un voto aún más cercano de 60-58. Él desafió el derecho del Dáil a aprobar el tratado, diciendo que sus miembros estaban rompiendo su juramento a la República Irlandesa. Mientras tanto, continuó promoviendo un compromiso por el cual el nuevo Estado Libre de Irlanda estaría en "asociación externa" con la Commonwealth británica en lugar de ser miembro de ella (la inclusión de repúblicas dentro de la Commonwealth of Nations no se implementó formalmente hasta 1949).
A principios de marzo, de Valera formó el partido Cumann na Poblachta (Asociación Republicana) sin dejar de ser miembro del Sinn Féin, y comenzó una gira de conferencias por la provincia republicana de Munster el 17 de marzo de 1922. Durante la gira, pronunció discursos controvertidos en Carrick on Suir, Lismore, Dungarvan y Waterford, diciendo en un momento: "Si se aceptara el Tratado, la lucha por la libertad continuaría, y el pueblo irlandés, en lugar de luchar contra soldados extranjeros, tendrá que luchar contra los soldados irlandeses de un gobierno irlandés creado por irlandeses". En Thurles, varios días después, repitió estas imágenes y agregó que el IRA "tendría que vadear la sangre de los soldados del gobierno irlandés y quizás a través de la de algunos miembros del gobierno irlandés para obtener su libertad".
En una carta al Irish Independent el 23 de marzo, de Valera aceptó la exactitud de su informe sobre su comentario sobre "vadear" a través de la sangre, pero lamentó que el periódico lo hubiera publicado.
Más en serio, muchos oficiales del Ejército Republicano Irlandés (IRA) también estaban en contra del tratado, y en marzo de 1922 una Convención del Ejército ad hoc repudió la autoridad del Dáil para aceptar el tratado. En contraste, el ministro de Defensa, Richard Mulcahy, declaró en el Dáil el 28 de abril que las condiciones en Dublín habían impedido la celebración de una Convención, pero que los delegados habían sido seleccionados y votados por votación para aceptar el juramento. El IRA anti-tratado formó su propio "Ejecutivo del Ejército", que declararon ser el verdadero gobierno del país, a pesar del resultado de las elecciones generales de 1921. El 26 de abril, Mulcahy resumió las presuntas actividades ilegales de muchos hombres del IRA durante los últimos tres meses, a quienes describió como "voluntarios separados", incluidos cientos de robos perpetrados. Sin embargo, este ejército fragmentado fue la única fuerza policial en el terreno luego de la desintegración de la Policía Republicana Irlandesa y la disolución de la Royal Irish Constabulary (RIC).
Al hacerle diez preguntas a Mulcahy el 28 de abril, Seán McEntee argumentó que el Ejecutivo del Ejército había actuado continuamente por su cuenta para crear una república desde 1917, tenía una constitución inalterada, nunca había caído bajo el control del Dáil y que: "el único organismo competente para disolver el Ejecutivo Voluntario fue una convención debidamente convocada del Ejército Republicano Irlandés", no el Dáil. Al aceptar el tratado en enero y abandonar la república, la mayoría de Dáil había desertado efectivamente del Ejecutivo del Ejército. En su respuesta, Mulcahy rechazó esta interpretación. Luego, en un debate sobre defensa, McEntee sugirió que apoyar al Ejecutivo del Ejército "...incluso si eso significara el desguace del Tratado y una guerra terrible e inmediata con Inglaterra, sería mejor que la guerra civil que aparentemente estamos comenzando en la actualidad". Los partidarios de McEntee agregaron que los numerosos robos denunciados por Mulcahy el 26 de abril fueron causados por la falta de pago y provisión por parte de Dáil a los voluntarios.

### Demora hasta las elecciones de junio
Collins estableció un "comité de reunificación del ejército" para volver a unir al IRA y organizó un pacto electoral con los seguidores políticos antitratado de De Valera para hacer una campaña conjunta en las primeras elecciones del Estado Libre en 1922 y formar un gobierno de coalición después. También trató de llegar a un compromiso con los líderes del IRA contra los tratados acordando una constitución de tipo republicano (sin mención de la monarquía británica) para el nuevo estado. Líderes del IRA como Liam Lynch estaban preparados para aceptar este compromiso. Sin embargo, la propuesta de una constitución republicana fue vetada por los británicos por ser contraria a los términos del tratado y amenazaron con la intervención militar en el Estado Libre a menos que el tratado se implementara completamente. Collins aceptó de mala gana. Esto socavaba por completo el pacto electoral entre las facciones pro y antitratado, que participaron en las elecciones generales irlandesas el 18 de junio de 1922 como partidos hostiles, llamándose a sí mismos Sinn Féin.
El partido protratado del Sinn Féin ganó las elecciones con 239.193 votos por los 133.864 a favor del Sinn Féin antitratado. Otras 247 226 personas votaron por otros partidos, la mayoría de los cuales apoyaron el tratado. Los 132.570 votos de los laboristas fueron ambiguos con respecto al tratado. Según Hopkinson, "los líderes laboristas y sindicales irlandeses, aunque en general estaban a favor del tratado, hicieron pocos intentos de liderar la opinión durante el conflicto del tratado, presentándose a sí mismos como intentos de pacificadores". La elección mostró que la mayoría del electorado irlandés aceptó el tratado y la fundación del Estado Libre de Irlanda, pero de Valera, sus seguidores políticos y la mayoría del IRA continuaron oponiéndose al tratado. De Valera es citado diciendo, "la mayoría no tiene derecho a equivocarse".
Mientras tanto, bajo el liderazgo de Michael Collins y Arthur Griffith, el gobierno provisional protratado se dedicó a establecer el Estado Libre de Irlanda y organizó el Ejército Nacional —para reemplazar al IRA— y una nueva fuerza policial. Sin embargo, dado que se preveía que el nuevo ejército se construiría alrededor del IRA, se permitió a las unidades del IRA antitratado tomar el control de los cuarteles británicos y tomar sus armas. En la práctica, esto significaba que para el verano de 1922, el Gobierno provisional del sur de Irlanda controlaba solo Dublín y algunas otras áreas como el Condado de Longford, donde las unidades del IRA apoyaban el tratado. Los combates finalmente estallaron cuando el Gobierno Provisional trató de hacer valer su autoridad sobre las unidades del IRA antitratado bien armadas e intransigentes en todo el país, particularmente un grupo de línea dura en Dublín.

## Desarrollo de la guerra

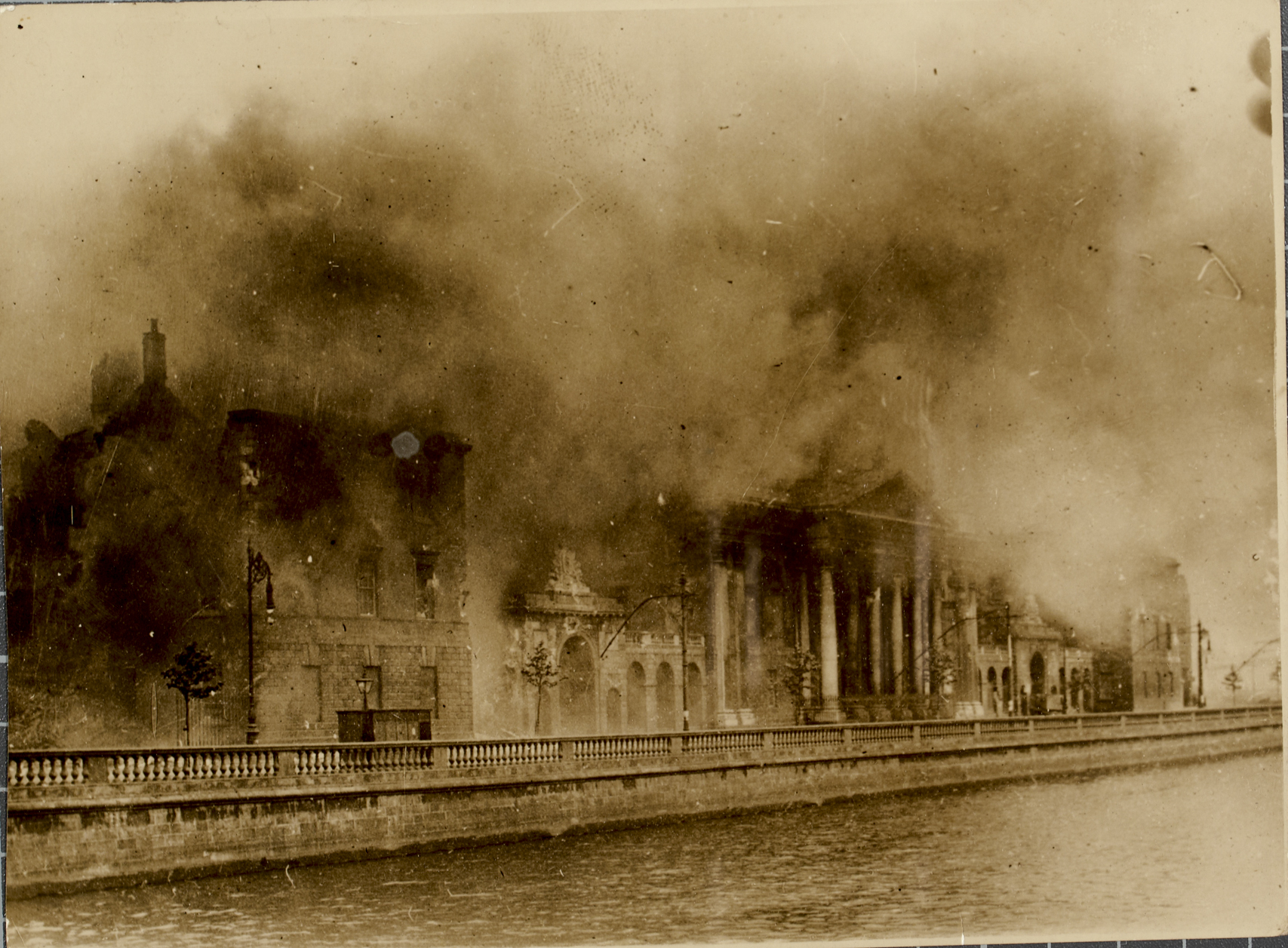
Explosiones en Four Courts. El edificio fue ocupado por fuerzas antitratado durante la Guerra Civil, a quienes el Ejército Nacional posteriormente bombardeó para rendirse. Los Archivos Nacionales irlandeses en los edificios fueron destruidos en el incendio posterior. El edificio sufrió graves daños, pero fue completamente restaurado después de la guerra.

El 14 de abril de 1922, 200 militantes del IRA antitratado, liderados por Rory O'Connor, ocuparon Four Courts y varios otros edificios en el centro de Dublín, lo que resultó en un tenso enfrentamiento. Estos republicanos antitratado querían provocar una nueva confrontación armada contra los británicos, que esperaban unir a las dos facciones del IRA contra su enemigo común. Sin embargo, para aquellos que estaban decididos a hacer del Estado Libre un estado irlandés viable y autónomo, este fue un acto de rebelión que tendrían que sofocar en lugar de los británicos.
Arthur Griffith estaba a favor de usar la fuerza contra estos hombres de inmediato, pero Michael Collins, que quería a toda costa evitar la guerra civil, dejó la guarnición de Four Courts sola hasta finales de junio de 1922. En este punto, el partido protratado Sinn Féin tenía asegurada una gran mayoría en las elecciones generales, junto con otros partidos que apoyaron el Tratado. Collins también estaba bajo la presión continua de Londres para afirmar la autoridad de su gobierno en Dublín.

### Asesinato del mariscal de campo Wilson
El gobierno británico en este momento también perdió la paciencia con la situación en Dublín como resultado del asesinato del mariscal de campo Henry Hughes Wilson, un destacado asesor de seguridad del primer ministro de Irlanda del Norte James Craig, por hombres del IRA en una calle de Londres en 22 de junio de 1922, sin responsabilidad alguna por el hecho de ser reclamado públicamente por ninguna autoridad del IRA.
Winston Churchill asumió que el IRA antitratado era responsable del tiroteo y advirtió a Collins que usaría tropas británicas para atacar Four Courts a menos que el Gobierno Provisional tomara medidas. De hecho, el gabinete británico resolvió atacar Four Courts el 25 de junio, en una operación que habría involucrado tanques, obuses y aviones. Sin embargo, siguiendo el consejo del general Nevil Macready, quien comandaba la guarnición británica en Dublín, el plan fue cancelado en el último minuto. El argumento de Macready fue que la participación británica habría unido la opinión nacionalista irlandesa contra el tratado, y en cambio Collins tuvo la última oportunidad de limpiar Four Courts él mismo.

### Collins ordena el asalto de Four Courts
La gota que colmó el vaso para el gobierno del Estado Libre llegó el 26 de junio, cuando la guarnición republicana de Four Courts secuestró a J. J. "Ginger" O'Connell en represalia por el arresto de Leo Henderson, un general en el nuevo Ejército Nacional. Collins, después de dar a la guarnición de Four Courts un ultimátum final (y según Ernie O'Malley, solo) para abandonar el edificio el 27 de junio, decidió terminar el enfrentamiento bombardeando la guarnición de Four Courts para rendirse. El gobierno luego nombró a Collins como Comandante en Jefe del Ejército Nacional. Este ataque no fue el tiro inicial de la guerra, ya que las escaramuzas habían tenido lugar entre facciones del IRA a favor y en contra del tratado en todo el país cuando los británicos estaban entregando los cuarteles. Sin embargo, esto representaba el "punto de no retorno", cuando la guerra total se declaró efectivamente y comenzó oficialmente la Guerra Civil.
Collins ordenó a Mulcahy que aceptara una oferta británica de dos artillerías de campo de 18 libras para uso del nuevo ejército del Estado Libre, aunque el general Macready entregó solo 200 proyectiles de los 10 000 que tenía almacenados en el cuartel de Richmond en Inchicore. Las fuerzas antitratado en Four Courts, que poseían solo armas pequeñas, se rindieron después de tres días de bombardeos y el asalto del edificio por tropas del Gobierno Provisional (28-30 de junio de 1922). Poco antes de la rendición, una explosión masiva destruyó el ala occidental del complejo, incluida la Oficina de Registro Público de Irlanda (PRO), hiriendo a muchos soldados del Estado Libre que avanzaban y destruyendo los registros. Los partidarios del gobierno alegaron que el edificio había sido minado deliberadamente. Los historiadores discuten si el PRO fue destruido intencionalmente por minas colocadas por los republicanos en su evacuación o si las explosiones ocurrieron cuando su almacén de municiones fue incendiado accidentalmente por el bombardeo. Sin embargo, Coogan afirma que dos camiones cargados de gelignita explotaron en el PRO, dejando manuscritos invaluables flotando sobre la ciudad durante varias horas después.
Las batallas campales continuaron en Dublín hasta el 5 de julio, cuando las unidades de la Brigada del Tratado Antidrogas de la Brigada de Dublín, lideradas por Oscar Traynor, ocuparon la calle O'Connell, provocando más combates callejeros que dejaron en ambos lados 65 muertos y 280 heridos. Entre los muertos se encontraba el líder republicano Cathal Brugha, quien hizo su última resistencia después de salir del Hotel Granville. Además, el Estado Libre tomó más de 500 prisioneros republicanos. Se estima que las bajas civiles ascendieron a más de 250. Cuando los combates en Dublín disminuyeron, el gobierno del Estado Libre quedó firmemente en control de la capital irlandesa y las fuerzas antitratado se dispersaron por todo el país, principalmente hacia el sur y el oeste.

### Fuerzas opositoras
El estallido de la Guerra Civil obligó a los partidarios a favor y en contra de los tratados a elegir bandos. Los partidarios del tratado llegaron a ser conocidos como "protratado" o Ejército del Estado Libre, legalmente el Ejército Nacional, y sus oponentes a menudo los llamaban "Staters". Estos últimos se autodenominaron republicanos y también se les conocía como fuerzas "antitratado", o Irregulares, un término preferido por el lado del Estado Libre.

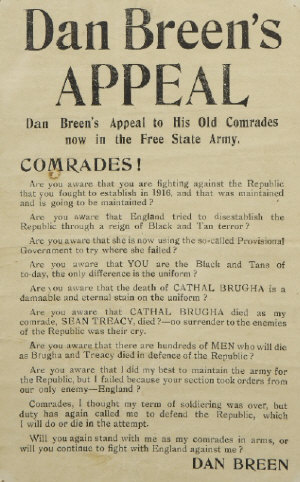
El reclamo de Dan Breen para liberar a las tropas estatales.

El IRA antitratado afirmó que estaba defendiendo la República de Irlanda declarada en 1916 durante el Levantamiento de Pascua, confirmada por el Primer Dáil y anulada inválidamente por aquellos que aceptaron el compromiso del Estado Libre. Éamon de Valera declaró que serviría como voluntario ordinario del IRA y dejó el liderazgo de los republicanos antitratados a Liam Lynch, el Jefe de Gabinete del IRA. De Valera, aunque el presidente republicano a partir de octubre de 1922, tenía poco control sobre las operaciones militares. Las operaciones militares fueron dirigidas por Liam Lynch hasta que fue asesinado el 10 de abril de 1923, y luego por Frank Aiken a partir del 20 de abril de 1923.
La Guerra Civil dividió el IRA. Cuando estalló la Guerra Civil, el IRA antitratado (concentrado en el sur y el oeste) superó en número a las fuerzas del Estado libre en aproximadamente 12 000 hombres a 8 000. Por otra parte, las filas del Tratado incluyeron a muchos de los guerrilleros más experimentados del IRA. La fuerza de papel del IRA a principios de 1922 era de más de 72 000 hombres, pero la mayoría de ellos fueron reclutados durante la tregua con los británicos y no lucharon ni en la Guerra de la Independencia ni en la Guerra Civil. Según la estimación de Richard Mulcahy, el IRA antitratado al comienzo de la guerra tenía 6 780 rifles y 12 900 hombres.
Sin embargo, el IRA antitratado carecía de una estructura de comando efectiva, una estrategia clara y armas suficientes. Además de los rifles, tenían un puñado de ametralladoras y muchos de sus combatientes estaban armados solo con escopetas o pistolas. También tomaron un puñado de vehículos blindados de las tropas británicas mientras evacuaban el país. Finalmente, no tenían artillería de ningún tipo. Como resultado, se vieron obligados a adoptar una postura defensiva durante toda la guerra.
Por el contrario, el gobierno del Estado Libre logró expandir sus fuerzas dramáticamente después del comienzo de la guerra. Michael Collins y sus comandantes pudieron construir un ejército que podría abrumar a sus oponentes en el campo. Los suministros británicos de artillería, aviones, vehículos blindados, ametralladoras, armas pequeñas y municiones fueron de gran ayuda para las fuerzas protratado. Los británicos entregaron, por ejemplo, más de 27 000 rifles, 250 ametralladoras y ocho piezas de artillería de 18 libras a las fuerzas protratado entre el estallido de la Guerra Civil y septiembre de 1922. El Ejército Nacional ascendió a 14 000 hombres en agosto de 1922, tenía 38 000 efectivos a finales de 1922, y al final de la guerra había crecido a 55 000 hombres y 3 500 oficiales, muy por encima de lo que el estado irlandés necesitaría mantener en tiempos de paz.

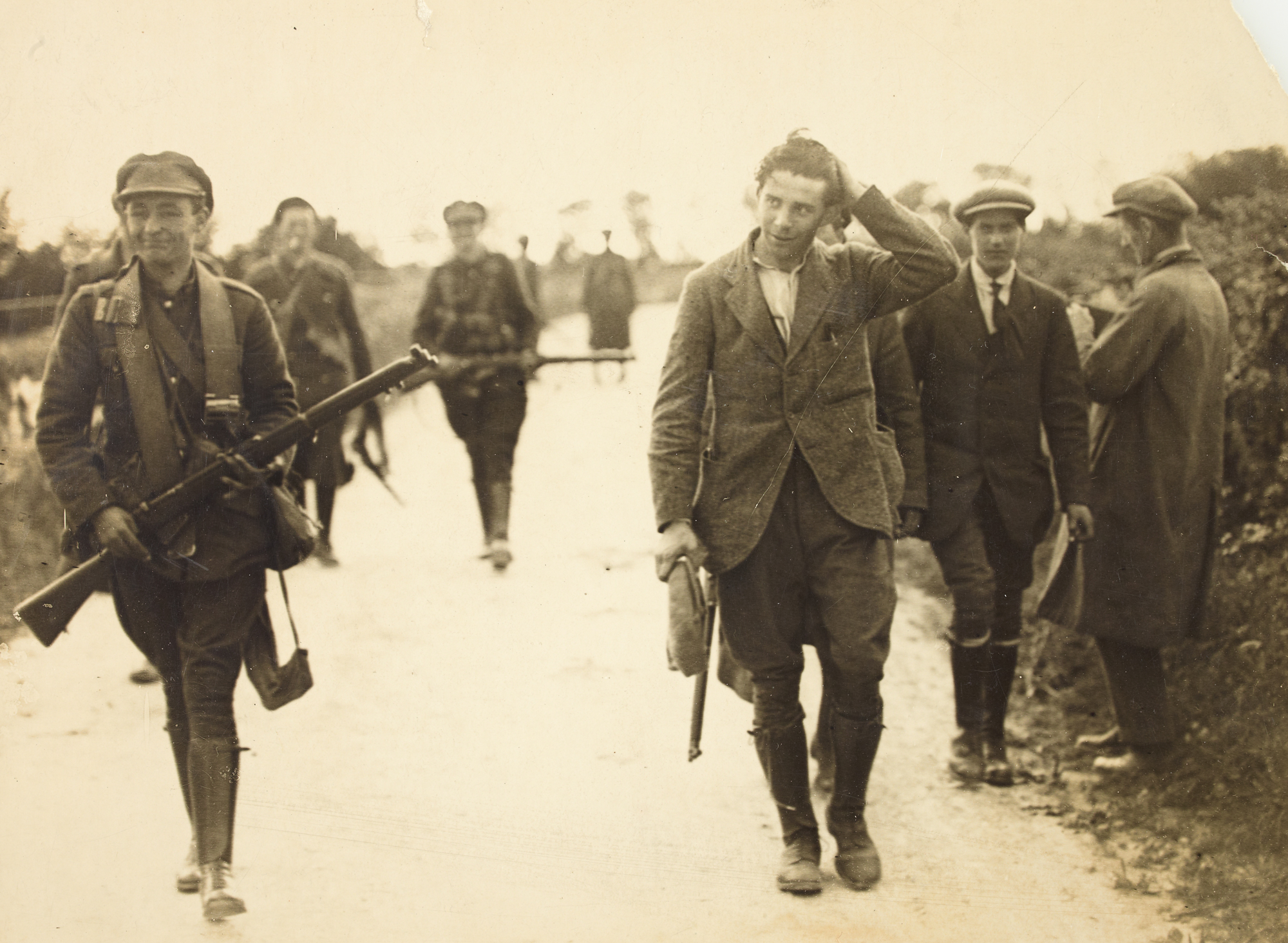
Soldados del Ejército Nacional escoltan a un prisionero del IRA.

Al igual que el IRA antitratado, el Ejército Nacional del Estado Libre se basó inicialmente en el IRA que luchó contra los británicos. Los oficiales y hombres más despiadados de Collins fueron reclutados de la Unidad de Servicio Activo de Dublín (la unidad de élite de la Brigada de Dublín del IRA) y del Departamento de Inteligencia y la unidad de asesinato de Michael Collins, The Squad. En el nuevo Ejército Nacional, eran conocidos como la Guardia de Dublín. Hacia el final de la guerra, estuvieron implicados en algunas atrocidades notorias contra las guerrillas contra los tratados en el condado de Kerry. Hasta el estallido de la Guerra Civil, se había acordado que solo los hombres con servicio en el IRA podían ser reclutados en el Ejército Nacional. Sin embargo, una vez que comenzó la guerra, se levantaron todas esas restricciones. Un 'Llamado nacional a las armas' emitido el 7 de julio para reclutamiento por seis meses atrajo a miles de nuevos reclutas. Muchos de los reclutas del nuevo ejército eran veteranos del ejército británico en la Primera Guerra Mundial, donde habían servido en regimientos irlandeses desmantelados del ejército británico. Muchos otros eran reclutas sin experiencia militar. El hecho de que al menos el 50% de los otros rangos no tenían experiencia militar a su vez llevó a que la falta de disciplina se convirtiera en un problema importante.
Un problema importante para el Ejército Nacional era la escasez de oficiales con experiencia. Al menos el 20% de los oficiales del Ejército Nacional habían servido previamente como oficiales en el Ejército Británico, mientras que el 50% del rango del Ejército Nacional había servido en el Ejército Británico en la Primera Guerra Mundial. También se reclutaron ex oficiales del Ejército Británico por su experiencia técnica. Varios de los principales comandantes del Estado Libre, como Emmet Dalton, John T. Prout y W.R.E. Murphy había visto el servicio como oficiales en la Primera Guerra Mundial, Dalton y Murphy en el ejército británico y Prout en el ejército estadounidense. Los republicanos hicieron mucho uso de este hecho en su propaganda, alegando que el Estado Libre era solo una fuerza de poder para Gran Bretaña. Sin embargo, de hecho, la mayoría de los soldados del Estado Libre eran reclutas sin experiencia militar, ya sea en la Primera Guerra Mundial o en la Guerra de Independencia de Irlanda. También hubo un número significativo de exmiembros de las Fuerzas Armadas británicas en el lado republicano, incluidas figuras tan importantes como Tom Barry, David Robinson y Erskine Childers.

### El Estado Libre toma las ciudades principales

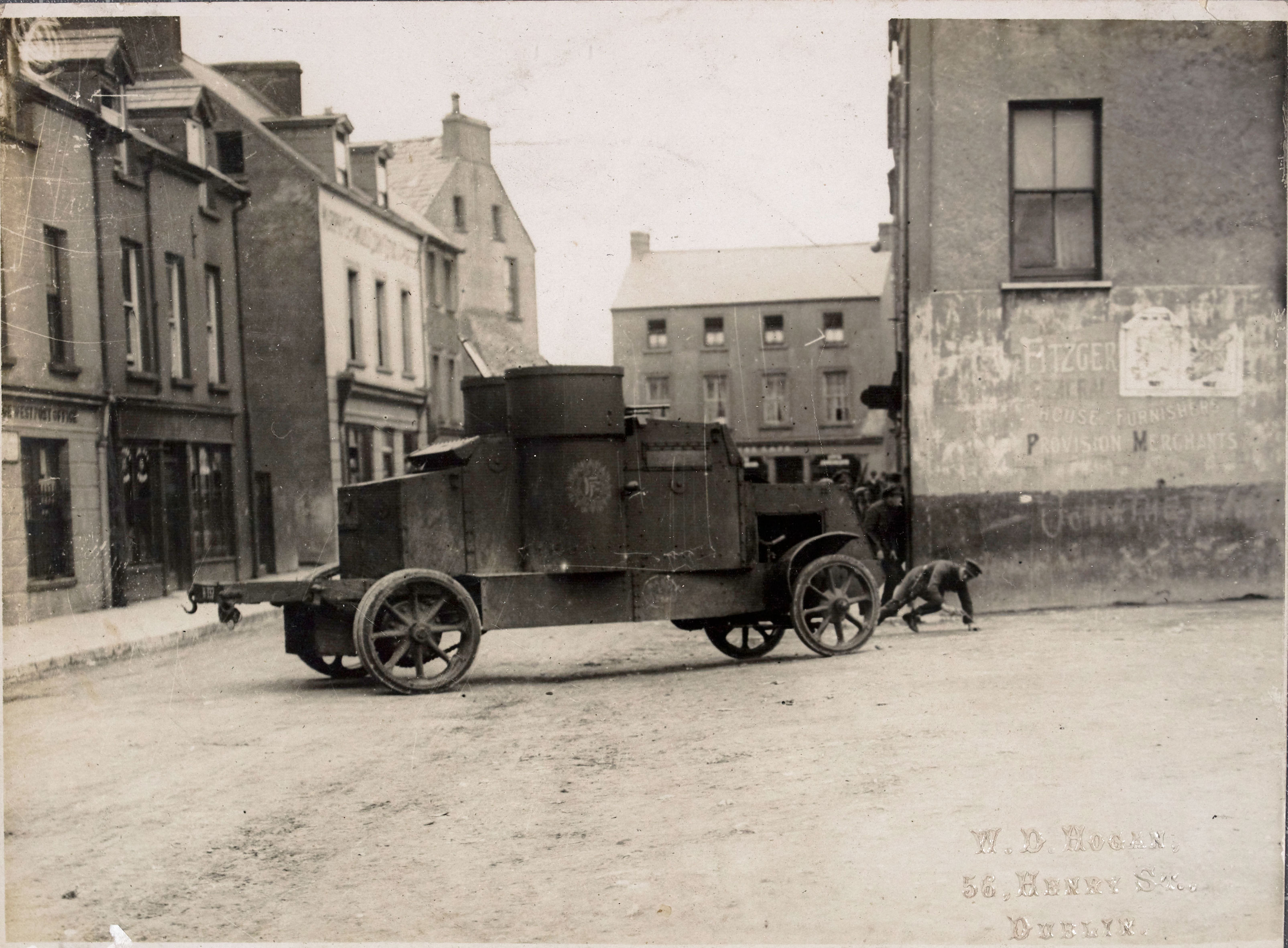
Un vehículo blindado Peerless del Ejército Nacional en Passage West, agosto de 1922.

Con Dublín en manos de los protratados, el conflicto se extendió por todo el país. La guerra comenzó con las fuerzas antitratados que tenían a Cork, Limerick y Waterford como parte de una autodenominada República de Munster. Sin embargo, dado que el lado antitratado no estaba equipado para librar una guerra convencional, Liam Lynch no pudo aprovechar la ventaja inicial de los republicanos en número y territorio ocupado. Esperaba simplemente mantener la República de Munster el tiempo suficiente para obligar a Gran Bretaña a renegociar el tratado.
Las grandes ciudades de Irlanda fueron tomadas con relativa facilidad por el Estado Libre en agosto de 1922. Michael Collins, Richard Mulcahy y Eoin O'Duffy planearon una ofensiva nacional del Estado Libre, enviando columnas por tierra para tomar Limerick en el oeste y Waterford en el sur. Este y las fuerzas marítimas para tomar los condados de Cork y Kerry en el sur y Mayo en el oeste. En el sur, los desembarcos ocurrieron en Unionhall en Cork y Fenit, el puerto de Tralee, en Kerry. Limerick cayó el 20 de julio, Waterford el mismo día y la ciudad de Cork el 10 de agosto después de que una fuerza del Estado Libre desembarcó por mar en Passage West. Otra expedición marítima a Mayo en el oeste aseguró el control del gobierno sobre esa parte del país. Mientras que en algunos lugares los republicanos habían resistido decididamente, en ningún lugar pudieron derrotar a las fuerzas regulares armadas con artillería y blindados. La única batalla convencional real durante la ofensiva del Estado Libre, la Batalla de Killmallock, se libró cuando las tropas del Estado Libre avanzaron hacia el sur desde Limerick.

### Guerra de guerrillas
Las victorias del gobierno en las principales ciudades inauguraron un período de guerra de guerrillas. Después de la caída de Cork, Liam Lynch ordenó a las unidades del IRA antitratado dispersarse y formar columnas voladoras como lo hicieron cuando lucharon contra los británicos. Se mantuvieron en áreas como la parte occidental de los condados Cork y Kerry en el sur, el condado de Wexford en el este y los condados de Sligo y Mayo en el oeste. También se produjeron enfrentamientos esporádicos alrededor de Dundalk, donde se asentaron Frank Aiken y la Cuarta División del Norte del Ejército Republicano Irlandés, y Dublín, donde se montaron ataques a pequeña escala pero regulares contra las tropas del Estado Libre.

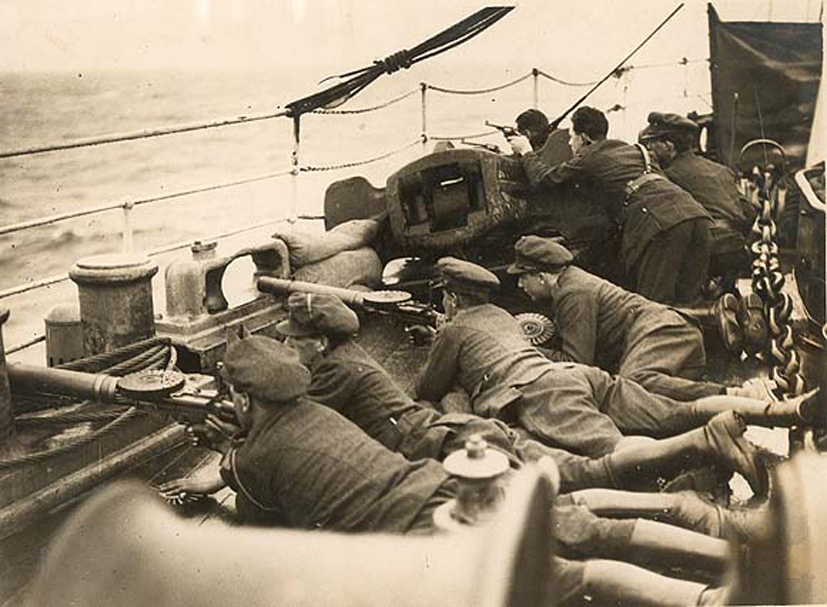
Soldados del Ejército Nacional armados con ametralladoras Lewis a bordo de un improvisado cañonero en la Guerra Civil.

En agosto y septiembre de 1922 se produjeron ataques generalizados contra las fuerzas del Estado Libre en los territorios que habían ocupado en la ofensiva de julio a agosto, lo que les causó grandes bajas. Michael Collins fue asesinado en una emboscada por republicanos antitratado en Béal na mBláth, cerca de su casa en el condado de Cork, en agosto de 1922. La muerte de Collins aumentó la amargura del liderazgo del Estado Libre hacia los republicanos y probablemente contribuyó al posterior descenso del conflicto a un ciclo de atrocidades y represalias. Arthur Griffith, el presidente del Estado Libre, también había muerto de una hemorragia cerebral diez días antes, dejando al gobierno del Estado Libre en manos de W. T. Cosgrave y el ejército del Estado Libre al mando del general Richard Mulcahy. Durante un breve período, con el aumento de las bajas entre sus tropas y sus dos líderes principales muertos, parecía que el Estado Libre podría colapsar.
Sin embargo, al comenzar el invierno, los republicanos encontraron cada vez más difícil mantener su campaña, y las tasas de bajas entre las tropas del Ejército Nacional disminuyeron rápidamente. Por ejemplo, en el condado de Sligo, 54 personas murieron en el conflicto, de las cuales todas menos ocho habían sido asesinadas a fines de septiembre.
En el otoño y el invierno de 1922, las fuerzas del Estado Libre disolvieron muchas de las unidades guerrilleras republicanas más grandes, en Sligo, Meath y Connemara, en el oeste, por ejemplo, y en gran parte de la ciudad de Dublín. En otros lugares, las unidades contrarias al Tratado se vieron obligadas por falta de suministros y casas de seguridad a dispersarse en grupos más pequeños, típicamente de nueve a diez hombres. A pesar de estos éxitos para el Ejército Nacional, pasaron ocho meses más de guerra intermitente antes de que la guerra llegara a su fin.
A fines de 1922 y principios de 1923, la campaña de la guerrilla antitratado se había reducido en gran medida a actos de sabotaje y destrucción de infraestructura pública, como carreteras y ferrocarriles. También fue en este período que el IRA antitratado comenzó a quemar las casas de los senadores del Estado Libre y de muchos de la clase terrateniente angloirlandesa. En octubre de 1922, Éamon de Valera y los TD antitratado (parlamentarios) establecieron su propio "gobierno republicano" en oposición al Estado Libre. Sin embargo, para entonces el lado antitratado no tenía territorio significativo y de Valera ya no tenía autoridad sobre la población.

### Atrocidades y ejecuciones
El 27 de septiembre de 1922, tres meses después del estallido de la guerra, el Gobierno Provisional del Estado Libre presentó ante el Dáil una Resolución de Poderes de Emergencia del Ejército que proponía extender la legislación para establecer tribunales militares, transfiriendo algunos de los poderes judiciales del Estado Libre sobre ciudadanos irlandeses acusados de actividades antigubernamentales al Consejo del Ejército. La legislación, comúnmente conocida como "Proyecto de Ley de Seguridad Pública", estableció y autorizó tribunales militares para imponer la cadena perpetua, así como la pena de muerte, por "ayudar o instigar ataques" contra las fuerzas estatales, posesión de armas y municiones o explosivos 'sin la autoridad apropiada' y 'saqueo de destrucción o incendio premeditado'.

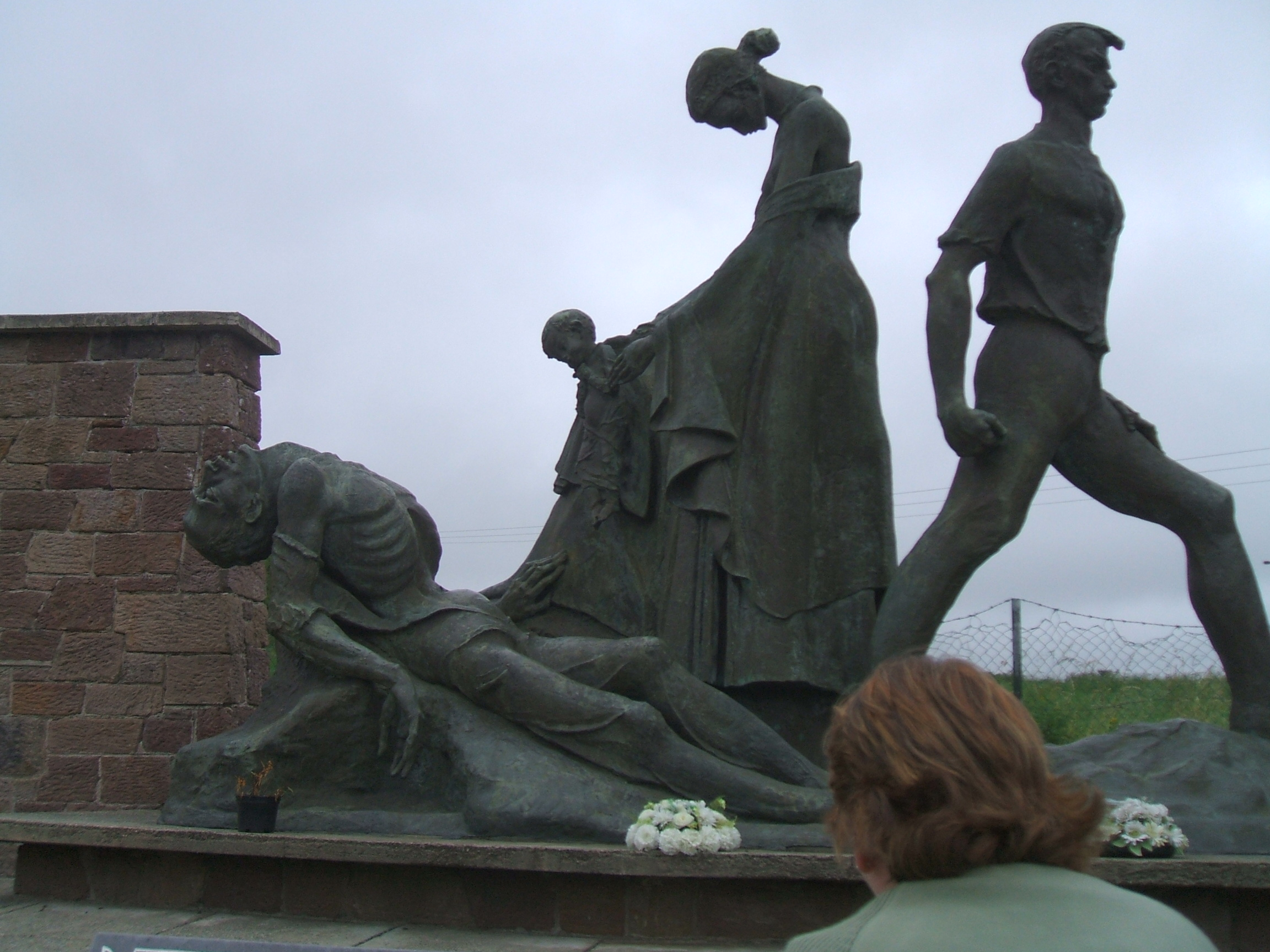
Monumento a los soldados republicanos ejecutados por las fuerzas del Estado Libre en Ballyseedy, Condado de Kerry, diseñado por Yann Goulet.

La fase final de la Guerra Civil degeneró en una serie de atrocidades que dejaron un legado duradero de amargura en la política irlandesa. El Estado Libre comenzó a ejecutar prisioneros republicanos el 17 de noviembre de 1922, cuando cinco hombres del IRA fueron fusilados por un pelotón de fusilamiento. El 24 de noviembre les siguió la ejecución del aclamado autor y negociador del tratado Robert Erskine Childers. En total, de alrededor de 12.000 prisioneros republicanos fueron tomados en el conflicto, 81 fueron ejecutados oficialmente por el Estado Libre durante la Guerra Civil.
El IRA antitratado en represalia asesinó al TD, Seán Hales. El 7 de diciembre de 1922, el día después del asesinato de Hales, cuatro republicanos prominentes (uno de cada provincia), que habían estado detenidos desde la primera semana de la guerra —Rory O'Connor, Liam Mellows, Richard Barrett y Joe McKelvey— fueron ejecutados en venganza por el asesinato de Hales. Además, las tropas del Estado Libre, particularmente en el condado de Kerry, donde la campaña guerrillera fue más amarga, comenzaron la ejecución sumaria de los combatientes antitratado capturados. El ejemplo más notorio de esto ocurrió en Ballyseedy, donde nueve prisioneros republicanos fueron atados a una mina terrestre, que fue detonada, matando a ocho y dejando solo a uno, Stephen Fuller, quien fue explotado por la explosión, para escapar.
El número de ejecuciones "no autorizadas" de prisioneros republicanos durante la guerra se ha elevado a 153. Entre las represalias republicanas se encuentran el asesinato del padre de Kevin O'Higgins y el tío de W. T. Cosgrave en febrero de 1923.
El IRA antitratado no pudo mantener una campaña guerrillera efectiva, dada la pérdida gradual de apoyo. La Iglesia Católica también apoyó al Estado Libre, considerándolo el gobierno legal del país, denunciando el IRA antitratado y negándose a administrar los Sacramentos a los luchadores contra los tratados. El 10 de octubre de 1922, los obispos católicos de Irlanda emitieron una declaración formal, describiendo la campaña contra los tratados como:

Un sistema de muertes y asesinatos de las fuerzas nacionales sin ninguna autoridad legítima... la guerra de guerrillas que ahora llevan a cabo los Irregulares no tiene sanción moral y, por lo tanto, el asesinato de soldados nacionales es el asesinato ante Dios, la toma de propiedad pública y privada es robo, la ruptura de carreteras, puentes y ferrocarriles es criminal. Todos los que, en contravención de esta enseñanza, participen en tales crímenes son culpables de pecados graves y no pueden ser absueltos en la Confesión ni admitidos en la Sagrada Comunión si persisten en tales cursos malvados.

Los eclesiásticos estaban horrorizados por la crueldad. El apoyo de la Iglesia al Estado Libre despertó una fuerte hostilidad entre algunos republicanos. Aunque la Iglesia Católica en la Irlanda independiente a menudo ha sido vista como una Iglesia triunfalista, un estudio reciente descubrió que se sentía profundamente insegura después de estos eventos.

### Fin de la guerra
A principios de 1923, la capacidad ofensiva del IRA antitratado había sido seriamente erosionada y cuando, en febrero de 1923, el líder republicano Liam Deasy fue capturado por las fuerzas del Estado Libre, llamó a los republicanos a terminar su campaña y llegar a un acuerdo con el Estado Libre. Las ejecuciones estatales de prisioneros contra los tratados, 34 de los cuales fueron fusilados en enero de 1923, también afectaron la moral de los republicanos. Además, las operaciones del Ejército Nacional en el campo estaban rompiendo lenta pero constantemente las concentraciones republicanas restantes.
En marzo y abril de 1923, este desmembramiento progresivo de las fuerzas republicanas continuó con la captura y, a veces, el asesinato de columnas guerrilleras. Un informe del Ejército Nacional del 11 de abril declaró: "Los eventos de los últimos días apuntan al principio del fin en lo que respecta a la campaña irregular".
A medida que el conflicto se convirtió en una victoria de facto para el lado protratado, de Valera le pidió al liderazgo del IRA que llamara a un alto el fuego, pero se negaron. El ejecutivo del IRA antitratado se reunió el 26 de marzo en el condado de Tipperary para discutir el futuro de la guerra. Tom Barry propuso una moción para poner fin a la guerra, pero fue derrotada por 6 votos contra 5. Éamon de Valera pudo asistir, después de un debate, pero no se le otorgó el derecho de voto.
Liam Lynch, el líder republicano, fue asesinado en una escaramuza en las montañas Knockmealdown en el condado de Tipperary el 10 de abril. El Ejército Nacional había extraído información de prisioneros republicanos en Dublín de que el Ejecutivo del IRA estaba en el área y, además de matar a Lynch, también capturaron a los oficiales superiores del IRA antitratado, Dan Breen, Todd Andrews, Seán Gaynor y Frank Barrett en la operación.
A menudo se sugiere que la muerte de Lynch permitió al más pragmático Frank Aiken, quien asumió el cargo de Jefe de Gabinete del IRA, detener lo que parecía una lucha inútil. La adhesión de Aiken al liderazgo del IRA fue seguida el 30 de abril por la declaración de un alto el fuego en nombre de las fuerzas antitratado. El 24 de mayo de 1923, Aiken siguió esto con una orden a los voluntarios del IRA de arrojar las armas en lugar de entregarlas o continuar una pelea que no pudieron ganar.

## Tras el alto el fuego
Éamon de Valera apoyó la orden, emitiendo una declaración a los combatientes antitratados el 24 de mayo:

Soldados de la República. Legión de la retaguardia: tus armas ya no pueden defender con éxito la República. Un mayor sacrificio de la vida ahora sería en vano y la continuación de la lucha armamentista imprudente en interés nacional y perjudicial para el futuro de nuestra causa. Se debe permitir que la victoria militar descanse por el momento con aquellos que han destruido la República.

El gobierno del Estado Libre había comenzado negociaciones de paz a principios de mayo, que se rompieron. El Tribunal Superior de Justicia de Irlanda dictaminó el 31 de julio de 1923 que ya no existía un estado de guerra y, en consecuencia, el internamiento de republicanos, permitido según el derecho consuetudinario solo en tiempos de guerra, ahora era ilegal. Sin una paz formal, reteniendo a 13 000 prisioneros y preocupados de que los combates pudieran estallar nuevamente en cualquier momento, el gobierno promulgó dos Leyes de Seguridad Pública (Poderes de Emergencia) el 1 y 3 de agosto de 1923, para permitir el internamiento continuo y otras medidas. Miles de miembros del IRA contra el tratado (incluido Éamon de Valera el 15 de agosto) fueron arrestados por las fuerzas del Estado Libre en las semanas y meses posteriores al final de la guerra, cuando arrojaron sus armas y regresaron a sus hogares.
El 27 de agosto de 1923 se celebraron elecciones generales, que Cumann na nGaedheal, el partido pro Estado libre, ganó con aproximadamente el 40% de los votos de primera preferencia. Los republicanos, representados por el Sinn Féin, obtuvieron alrededor del 27% de los votos. Muchos de sus candidatos y simpatizantes seguían encarcelados antes, durante y después de las elecciones.
En octubre de 1923, alrededor de 8000 de los 12 000 prisioneros republicanos en las cárceles del Estado Libre se declararon en huelga de hambre. La huelga duró 41 días y tuvo poco éxito (entre los que murieron estaban Denny Barry y Andy O'Sullivan). Sin embargo, la mayoría de las prisioneras fueron liberadas poco después y la huelga de hambre ayudó a concentrar el movimiento republicano en los presos y sus organizaciones asociadas. En julio, de Valera reconoció que los intereses políticos republicanos estaban con los prisioneros y llegó a decir:

Todo el futuro de nuestra causa y de la nación depende, en mi opinión, del espíritu de los prisioneros en los campos y en las cárceles. Ustedes son los depositarios de la FE Y VOLUNTAD NACIONAL.

## Ataques a antiguos lealistas
Aunque la causa de la Guerra Civil fue el Tratado, a medida que la guerra se desarrolló, los republicanos trataron de identificar sus acciones con la causa tradicional republicana de los "hombres sin propiedades" y el resultado fue que los grandes terratenientes angloirlandeses y algunos antiguos lealistas protestantes fueron atacados. Un total de 192 "casas señoriales" de la vieja clase terrateniente y los políticos del Estado Libre fueron destruidos por los republicanos durante la guerra.
La razón declarada para tales ataques fue que algunos propietarios se habían convertido en senadores del Estado Libre. En octubre de 1922, una delegación de unionistas del sur se reunió con W. T. Cosgrave para ofrecer su apoyo al Estado Libre y algunos de ellos habían recibido cargos en la Cámara Alta o el Senado del Estado. Entre los senadores prominentes cuyas casas fueron atacadas estaban: Palmerstown House, cerca de Naas, que pertenecía al conde de Mayo, Moore Hall en mayo, Horace Plunkett (que había ayudado a establecer los esquemas de cooperativas rurales) y el senador Henry Guinness (que no fue exitoso). También se quemó la Casa Marlfield en Clonmel, el hogar del senador John Philip Bagwell, con su extensa biblioteca de documentos históricos. Bagwell fue secuestrado y retenido en las montañas de Dublín, pero luego liberado ante la amenaza de represalias.
Sin embargo, además de su lealtad al Estado Libre, también hubo otros factores detrás de la animosidad republicana hacia la vieja clase terrateniente. Muchas, pero no todas estas personas, habían apoyado a las fuerzas de la Corona durante la Guerra de la Independencia. Este apoyo a menudo fue en gran medida moral, pero a veces tomó la forma de ayudar activamente a los británicos en el conflicto. Tales ataques deberían haber terminado con la tregua del 11 de julio de 1921, pero continuaron después de la tregua y se intensificaron durante la Guerra Civil. En julio de 1922, Con Moloney, jefe de gabinete adjunto del IRA antitratado, ordenó que se confiscara la propiedad sindical para acomodar a sus hombres. El "peor periodo" de ataques contra la antigua propiedad sindical se produjo en los primeros meses de 1923, se quemaron 37 "grandes casas" solo en enero y febrero.
Aunque la Ley Wyndham de 1903 permitió a los inquilinos comprar tierras a sus propietarios, algunos pequeños agricultores, particularmente en mayo y Galway, simplemente ocuparon tierras pertenecientes a opositores políticos durante este período cuando el RIC había dejado de funcionar. En 1919, altos funcionarios del Sinn Féin estaban suficientemente preocupados por esta acción unilateral que instituyeron Tribunales de Arbitraje para juzgar disputas. A veces, estos ataques tenían connotaciones sectarias, aunque la mayoría de los hombres del IRA antitratado no hicieron distinción entre los partidarios católicos y protestantes del gobierno irlandés.
El IRA antitratado quemó un orfanato que albergaba a niños protestantes cerca de Clifden, Condado de Galway en junio de 1922, por ser "pro-británico". Los 60 huérfanos fueron llevados a Devonport a bordo de un destructor de la Royal Navy.
La controversia continúa hasta el día de hoy sobre el grado de intimidación de los protestantes en este momento. Muchos abandonaron Irlanda durante y después de la Guerra Civil. El Dr. Andy Bielenberg de la Universidad Colegio Cork considera que alrededor de 41 000 personas que no estaban vinculadas a la antigua administración británica abandonaron Irlanda del Sur (que se convirtió en el Estado Libre de Irlanda) entre 1919 y 1923. Ha descubierto que una parte importante de estos 41 000 se fue entre 1921 y 1923. En total, de 1911 a 1926, la población protestante de los 26 condados cayó de aproximadamente el 10.4% de la población total al 7.4%.

## Apoyo internacional
La Guerra Civil atrajo la atención internacional, lo que llevó a varios grupos a expresar su apoyo y oposición al lado antitratado. El Partido Comunista de Gran Bretaña en su diario The Communist escribió: "Los proletarios del IRA tienen el futuro de Irlanda en sus manos. ¡Si el Partido Laborista irlandés solo se atreviera! Un movimiento masivo de trabajadores irlandeses en alianza con el IRA podría establecer una República de los Trabajadores ahora". También recibieron el apoyo de la Internacional Comunista (Comintern), que el 3 de enero de 1923 aprobó una resolución que establece que "envía saludos fraternos a los revolucionarios nacionales irlandeses en lucha y se siente seguro de que pronto transitarán el único camino que conduce a la libertad real: el camino del comunismo. La Comintern ayudará a todos los esfuerzos para organizar la lucha para combatir este terror y ayudar a los trabajadores y campesinos irlandeses a la victoria".
La mayoría de los irlandeses estadounidenses apoyaron el tratado, incluidos los de Clan na Gael y Friends of Irish Freedom. Sin embargo, los republicanos anti-tratado tenían el control de lo que quedaba de Clan na Gael y la Asociación Estadounidense para el Reconocimiento de la República de Irlanda, por lo que apoyaron al lado anti-tratado durante la guerra.

## Consecuencias

### Bajas
La Guerra Civil, aunque breve, fue sangrienta. Le costó la vida a muchas figuras públicas, como Michael Collins, Cathal Brugha, Arthur Griffith y Liam Lynch. Ambas partes llevaron a cabo actos brutales: las fuerzas antitratado asesinaron a los TD y quemaron muchas casas históricas, mientras que el gobierno ejecutó a prisioneros antitratado, oficial y extraoficialmente.

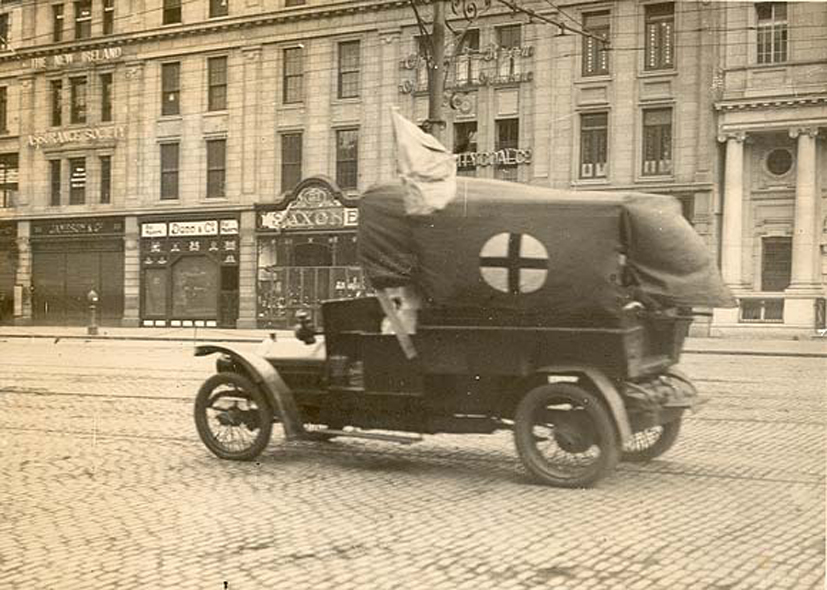
Ambulancia de la Cruz Roja pasa delante del G.P.O. en Sackville Street.

Aún no se han calculado las cifras precisas de muertos y heridos. Las fuerzas protratado sufrieron entre 800 y 1000 muertes. Se ha sugerido que el número de muertos de las fuerzas contra el tratado fue mayor, pero el rol de honor republicano, cumplido en la década de 1920, enumera 426 voluntarios del IRA contra el Tratado asesinados entre enero de 1922 y abril de 1924. La investigación condado a condado más reciente sugiere un número de muertos de poco menos de 2000. Para el total de muertes de combatientes y civiles, se han sugerido un mínimo de 1500 y un máximo de 4000, aunque ahora se estima que esta última cifra es demasiado alta.
La Garda Síochána (nueva fuerza policial) no participó en la guerra —un total de dos Garda fueron asesinados por insurgentes antitratado durante la guerra civil irlandesa y un total de 7 Garda fueron asesinados después de la Guerra Civil por insurgentes antitratado entre 1926 y 1940— lo que significaba que estaba bien posicionada para convertirse en un servicio policial desarmado y políticamente neutral después de la guerra. Había sido desarmado por el Gobierno para ganar la confianza del público en junio-septiembre de 1922 y en diciembre de 1922, el IRA emitió una Orden General de no disparar contra la Guardia Civil. El Departamento de Investigación Criminal, o CID, un Cuerpo de Policía armado de 350 hombres, armados y vestidos de civil que se había establecido durante el conflicto con fines de contrainsurgencia, se disolvió en octubre de 1923, poco después del final del conflicto.

### Coste económico
Los costos económicos de la guerra también fueron altos. Cuando sus fuerzas abandonaron sus posiciones fijas en julio-agosto de 1922, los republicanos quemaron muchos de los edificios administrativos y negocios que habían estado ocupando. Además, su posterior campaña guerrillera causó mucha destrucción y como resultado la economía del Estado Libre sufrió un duro golpe en los primeros días de su existencia. El daño material causado por la guerra a la propiedad llegó a más de £30 millones. Particularmente perjudicial para la economía del Estado Libre fue la destrucción sistemática de la infraestructura ferroviaria y las carreteras por parte de los republicanos. Además, el costo para el Estado Libre de librar la guerra llegó a otros £17 millones. Para septiembre de 1923, el diputado Hogan estimó el costo en £50 millones. El nuevo Estado finalizó en 1923 con un déficit presupuestario de más de £4 millones. Esta situación financiera debilitada significaba que el nuevo estado no podía pagar su parte de la deuda imperial en virtud del tratado. Esto afectó negativamente las negociaciones fronterizas en 1924-1925, en las que el gobierno del Estado Libre accedió a que la frontera con Irlanda del Norte permanecería sin cambios a cambio del perdón de la deuda imperial. Además, el estado se comprometió a pagar los daños causados a la propiedad entre la tregua de julio de 1921 y el final de la Guerra Civil; W. T. Cosgrave dijo al Dáil:

Todos los diputados en esta Cámara están al tanto de la queja que se ha hecho de que la medida de compensación por daños posteriores a la tregua se compara desfavorablemente con los premios por daños sufridos antes de la tregua.

### Resultados políticos
El hecho de que la guerra civil irlandesa se librase entre facciones nacionalistas irlandesas significó que el conflicto esporádico en Irlanda del Norte terminó. Collins y Sir James Craig firmaron un acuerdo para terminarlo el 30 de marzo de 1922, pero, a pesar de esto, Collins suministró encubiertamente armas al IRA del Norte hasta una semana antes de su muerte en agosto de 1922. Debido a la guerra civil irlandesa, Irlanda del Norte pudo consolidar su existencia y la partición de Irlanda se confirmó en el futuro previsible. La guerra continua también confirmó la postura existente de los unionistas del norte contra el espíritu de todos los matices del nacionalismo. Esto podría haber llevado a abrir hostilidades entre el Norte y el Sur si la guerra civil irlandesa no hubiera estallado. De hecho, la Ulster Special Constabulary (los "B-Specials") que se había establecido en 1920 (sobre la base de Irlanda del Norte) se amplió en 1922 en lugar de desmovilizarse.
En el caso, fue solo mucho después de su derrota en la Guerra Civil que los republicanos irlandeses antitratados consideraron seriamente si tomar medidas armadas contra el dominio británico en Irlanda del Norte (la primera sugerencia sería para hacerlo fue a fines de la década de 1930). Las unidades del norte del IRA apoyaron en gran medida al lado del Estado Libre en la Guerra Civil debido a las políticas de Collins y más de 500 de ellos se unieron al nuevo Ejército Nacional del Estado Libre.
El costo de la guerra y el déficit presupuestario que causó fue una dificultad para el nuevo Estado Libre y afectó las negociaciones de la Comisión de Límites de 1925, que debían determinar la frontera con Irlanda del Norte. El Estado Libre acordó renunciar a su reclamo de áreas predominantemente nacionalistas en Irlanda del Norte y, a cambio, su parte acordada de la deuda imperial en virtud del Tratado de 1921 no fue pagada.
En 1926, después de no haber persuadido a la mayoría del IRA antitratado o al partido antitratado del Sinn Féin a aceptar el nuevo statu quo como base para una República en evolución, una gran facción liderada por de Valera y Aiken se fue para reanudar política constitucional y fundar el partido Fianna Fáil. Mientras que Fianna Fáil se convertiría en el partido dominante en la política irlandesa, el Sinn Féin se convirtió en un pequeño partido político aislado. El IRA, entonces mucho más numeroso e influyente que el Sinn Féin, permaneció asociado con Fianna Fáil (aunque no directamente) hasta que fue prohibido por de Valera en 1935.
En 1927, los miembros de Fianna Fáil hicieron el juramento de lealtad y entraron en el Dáil, reconociendo efectivamente la legitimidad del Estado Libre. El Estado Libre ya se estaba moviendo hacia la independencia en este punto. Según el Estatuto de Westminster de 1931, el Parlamento británico renunció a su derecho de legislar para los miembros de la Commonwealth británica. Cuando fue elegida al poder en 1932, Fianna Fáil bajo de Valera se dedicó a desmantelar lo que consideraban características objetables del tratado, aboliendo el juramento de lealtad, eliminando el poder de la Oficina del Gobernador General (representante británico en Irlanda) y aboliendo el Senado, dominado por ex unionistas y nacionalistas protratado. En 1937, aprobaron una nueva constitución, que convirtió al presidente en jefe de Estado, no mencionó ninguna lealtad al monarca británico, y que incluía un reclamo territorial a Irlanda del Norte. Al año siguiente, Gran Bretaña devolvió sin condiciones los puertos marítimos que había mantenido bajo los términos del tratado. Cuando estalló la Segunda Guerra Mundial en 1939, el estado pudo demostrar su independencia al permanecer neutral durante toda la guerra, aunque Dublín en cierta medida apoyó tácitamente a los Aliados. Finalmente, en 1948, un gobierno de coalición, que contenía elementos de ambos lados en la Guerra Civil (el protratado Fine Gael y antitratado Clann na Poblachta) abandonó la Commonwealth británica y describió al estado como la República de Irlanda. En la década de 1950, los problemas por los cuales se había librado la Guerra Civil se resolvieron en gran medida.

### Legado
Como con la mayoría de las guerras civiles, el conflicto interno dejó un legado amargo, que continúa influyendo en la política irlandesa hasta nuestros días. Los dos partidos políticos más grandes de la República durante la mayor parte de su historia (hasta las elecciones generales irlandesas de 2011) fueron Fianna Fáil y Fine Gael, los descendientes directos de las fuerzas antitratado y protratado, respectivamente, de 1922. Hasta la década de 1970, casi todos de los políticos prominentes de Irlanda eran veteranos de la Guerra Civil, un hecho que envenenó la relación entre los dos partidos más grandes de Irlanda. Ejemplos de veteranos de la Guerra Civil incluyen: republicanos Éamon de Valera, Frank Aiken, Todd Andrews y Seán Lemass; y los partidarios del Estado Libre W. T. Cosgrave, Richard Mulcahy y Kevin O'Higgins. Además, muchos de los hijos e hijas de estos hombres también se convirtieron en políticos, lo que significa que las heridas personales de la guerra civil se sintieron durante tres generaciones. En la década de 1930, después de que Fianna Fáil asumió el poder por primera vez, parecía posible que la Guerra Civil estallara nuevamente entre el IRA y las camisas azules pro-libres del Estado. Afortunadamente, esta crisis se evitó, y en la década de 1950 la violencia ya no era prominente en la política en la República de Irlanda.
Sin embargo, el IRA separatista continuó (y continúa en varias formas) existiendo. No fue sino hasta 1948 que el IRA renunció a los ataques militares contra las fuerzas del estado del sur de Irlanda cuando se convirtió en la República de Irlanda. Después de este punto, la organización se dedicó principalmente al fin del dominio británico en Irlanda del Norte. El Consejo del Ejército del IRA todavía afirma ser el Gobierno Provisional legítimo de la República de Irlanda declarado en 1918 y anulado por el Tratado Angloirlandés de 1921.

## Filmografía
- 1935 - El delator de John Ford
- 1947 - Larga es la noche de Carol Reed
- 1980 - El Largo Viernes Santo (película) de John Mackenzie
- 1982 - Daniel Boy (película) de Neil Jordan
- 1987 - Réquiem por los que van a morir (película) de Mike Hodges
- 1990 - Agenda Oculta (película) de Ken Loach
- 1996 - Michael Collins (película) - DIRECTOR Neil Jordan
- 1998 - Divorcing Jack (I.R.A. y paz) (película) - DIRECTOR David Caffrey
- 1998 - Titanic Town (película) - DIRECTOR Roger Mitchell
- 2006 - El viento que agita la cebada - DIRECTOR Ken Loach
- 2009 - Cinco minutos de gloria (película) - DIRECTOR Liver Hirschbiegel